# The Near Lady
The Near Lady er en amerikansk stumfilm fra 1923 af Herbert Blaché.

## Medvirkende
- Gladys Walton som Nora Schultz
- Jerry Gendron som Basil Van Bibber
- Hank Mann som Lodger
- Kate Price som Bridget Schultz
- Otis Harlan som Herman Schultz
- Florence Drew som Maggie Mahaffey
- Emmett King som Stuyvesant Van Bibber
- Henrietta Floyd som Mrs. S. Van Bibber